# Ludmyła Niwina
Ludmyła Dionisiwna Niwina (ur. 27 grudnia 1919 w Charkowie, zm. 9 czerwca 2015) – ukraińska architekt.
Od 1937 studiowała w Instytucie Inżynierii Lądowej w Charkowie, dyplom architekta otrzymała w 1946. Od początku lat 50. XX wieku jest związana ze Lwowem, gdzie znajduje się wiele obiektów jej projektu. W 1980 została wyróżniona Państwową Nagrodą im. Tarasa Szewczenki.

## Wybrane realizacje

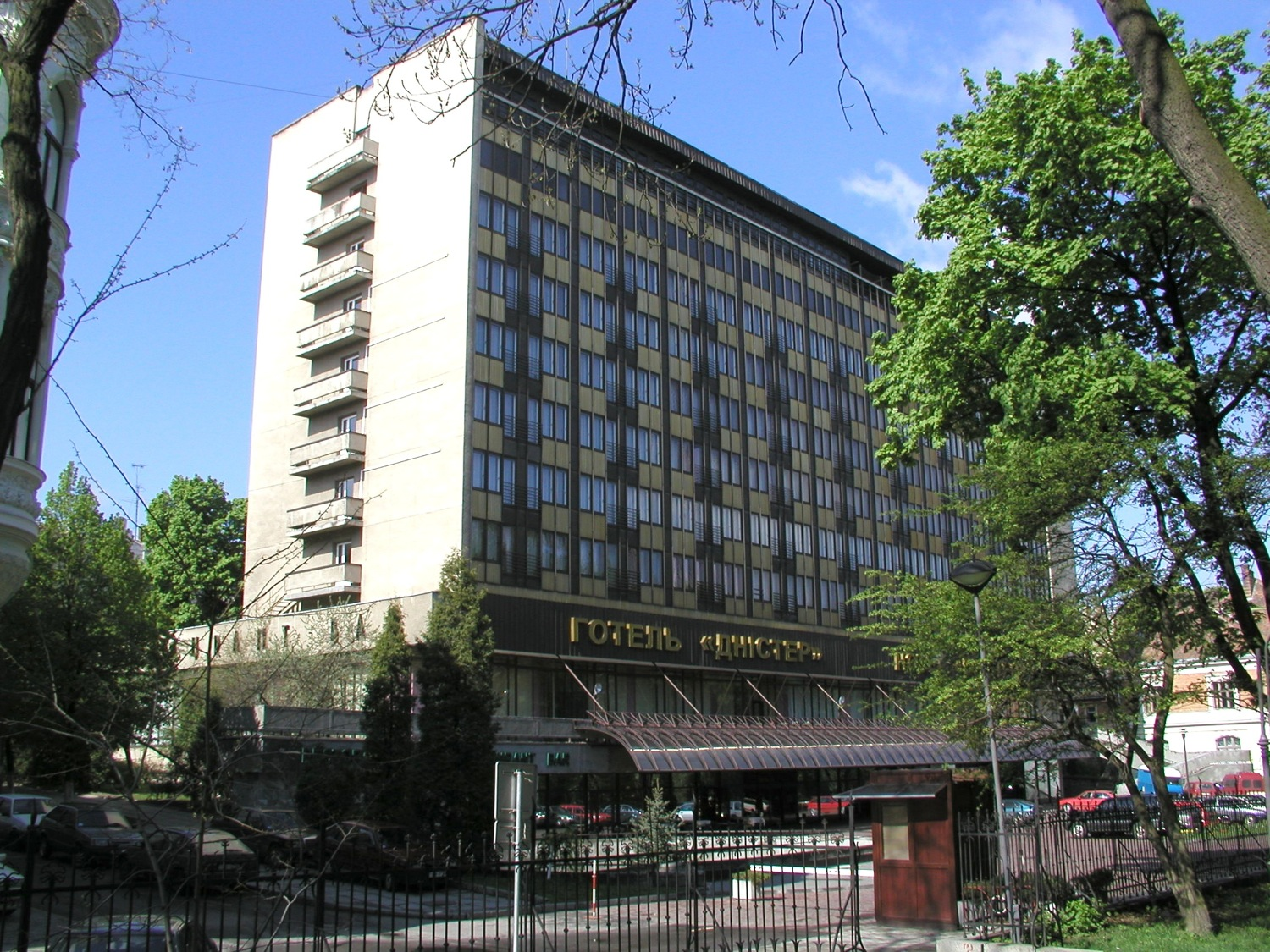
Hotel „Dnister” (2002)

- pięciopiętrowy budynek mieszkalny u zbiegu ulicy Horodoćkiej i Ozarkewycza (pocz. lat 50. XX wieku – współautor Pawło Kont)
- budynek mieszkalny przy ulicy Hwardijśkiej 28a (1953)
- budynek mieszkalny u zbiegu ulicy Stepaniwny i Braci Michnowskich (1955)
- zabudowa ulicy Pasicznej (1957 – współautor Henrich Szwecki-Winecki)
- projekt pierwszej części zagospodarowania ulicy Stryjśkiej (1960)
- hotel „Lwiw” przy Prospekcie Czornowoła 5 (1965 – współautorzy Pawło Kont i Anatolij Konsułow)
- hotel „Dnister” przy ulicy Matejki (budowa rozpoczęta 1970, ukończona w 1982 – współautorzy Anatolij Konsułow i Jarosław Mastyło)
- kompleks „Sriblastyj” złożony z pięcio- i dziewięciopiętrowych budynków (1979–1980 – współautorzy Zinowij Pidlisny, Serhij Zemjankin), za ten projekt zespół architektów otrzymał w 1980 Państwową Nagrodę im. Tarasa Szewczenki
- pałac kultury studentów z salą kongresową na 800 miejsc (1985)
- projekt przebudowy mikrorejonu Łewandiwka (współautorzy R. Bekesewycz, P. Hudymow, Rajisa Fedotowśka)
- projekt instytutu naukowo-badawczego przemysłu produkcji materiałów budowlanych przy ulicy Ternopilśkiej 10